# Benzyl adénine
Pour les articles homonymes, voir BAP (homonymie).
La benzyl adénine (ou 6-benzylaminopurine ou BAP) (C12H11N5) est une hormone végétale appartenant aux groupes des cytokinines. C'est une molécule qui induit la croissance de la plante, la floraison, la fructification, en stimulant la division cellulaire. C'est aussi l'hormone utilisée lors de l'éclaircissage.
Le BAP est une cytokinine de synthèse de première génération, qui a des propriétés analogues à celles des hormones naturelles mais qui est moins onéreuse à produire. Elle fut synthétisée la première fois dans le laboratoire de Folke Skoog.